# Антониос Сахтурис
Антониос Сахтурис или понякога Сактурис (на гръцки: Αντώνιος Σαχτούρης, Σακτούρης) е гръцки политик, дипломат и революционер, деец на Гръцката въоръжена пропаганда в Македония.

## Биография
Сахтурис е роден в 1866 година. Син е на Андреас Сахтурис и правнук на офицера във флота Димитриос Сахтурис от големия гръцки род Сахтурис от Хидра. Започва дипломатическа кариера, която го отвежда на много места. Включва се и в гръцката пропаганда в Македония. Заедно с Димитриос Вардис организират гръцки комитет в Алистрат.
Става подконсул в Сяр в 1904 година и оказва голяма помощ на андартското движение в района. Назначава капитан Димитриос Вардис за директор на Централното гръцко училище в Алистрат и с него организират действията на гръцките чети в Източна Македония. Османските власти изискват преместването му от Сяр през март 1908 година.
Работи като консул в Александрия и Кайро в периода 1912 - 1915 година.
В 1951 година издава в Атина спомените си Αναμνήσεις από την διπλωματικήν μου σταδιοδρομίαν. Името му носи улица в Сяр.